# Aramaco
Der Aramaco (Ribeira Aramaco, Arapvaco, deutsch Weg des Büffels) ist ein Fluss in der osttimoresischen Gemeinde Lautém.

## Verlauf
Der Aramaco entspringt nah der Küste im Suco Muapitine (Verwaltungsamt Lospalos) und mündet an der Grenze zum Nachbarsuco Mehara (Verwaltungsamt Tutuala) in die Timorsee. 200 Hektar Feuchtgebiete an der Mündung bilden ein ökologisch wertvolles Gebiet, das Teil des Nationalparks Nino Konis Santana ist.

## Fauna
2006 wurde die Fischfauna des Flusses untersucht. Der Fluss weist Rundsteine und schlammiges Sediment auf. Über das Wasser hängende Vegetation fehlt. Folgende Fischarten wurden nachgewiesen:
- Anguilla marmorata
- Anguilla reinhardtii
- Awaous melanocephalus
- Bunaka gyrinoides
- Eleotris fusca
- Kuhlia marginata
- Liza melinoptera: Diese zu den Meeräschen gehörende Art wurde 2006 erstmals in Osttimor im Aramaco nachgewiesen. Die Fische wandern in Flüsse vom Meer aus ein. Im Aramaco fand man sie in isolierten Becken, an der Tidengrenze, zwei Kilometer von der Küste flussaufwärts.
- Lutjanus argentimaculatus
- Sicyopterus caeruleus
- Sicyopterus hageni